# NISSANミッドナイトステーション そこのけ!電リク ザ・ベスト10
NISSANミッドナイトステーション そこのけ!電リク ザ・ベスト10（にっさんミッドナイトステーション そこのけでんリクザ・ベストテン）は、1983年4月12日から同年9月までTBSラジオで月曜日から金曜日まで、土曜日は1983年4月から1984年3月まで、24:00から25:00まで放送されていたラジオ番組。
日産自動車（NISSAN）一社提供による冠スポンサー番組だった。
本項では、平日の「そこのけ!電リク60分」（そこのけでんリクろくじっぷん）、土曜日の「そこのけ!電リク ザ・ベスト10」の両方について説明。

## 概要
それまで日替りで、曜日別に単独番組だったNISSANミッドナイトステーションの枠を、日替りパーソナリティによる1番組に統一してスタート。
形式としては、「今一番かけて欲しい曲とかけて欲しくない曲」の2曲をリクエストし、リクエスト1本に付き1ポイントでかけて欲しい曲のポイントからかけて欲しくない曲のポイントを引いた合計ポイントでランキングを決定するというものだった。その他、街頭アンケートによるランキング、「面白情報ベストテン」「レコード会社プロモーターの選ぶベストテン」、また山田邦子の土曜日では「物真似ベストテン」などのランキング企画など、その日によって内容の違うランキングを紹介していた。また、ベスト3予想を行い、それを的中させたリスナーへの賞金、賞品のプレゼントも行われていた。
土曜日ではその週の全曜日のランキングを集めて週間ベストテンを決定し、発表。ランキングの上昇、下降傾向をパーソナリティの山田なりに分析してトークをしていた。番組は僅か半年後の1983年10月に月曜日から金曜日が『ザ・欽グルス電リク60分』にリニューアルされたが、土曜日は『そこのけ!電リク』のスタイルのまま、さらに半年継続して1984年3月まで放送されていた。土曜日の放送も終了すると同時に電リク自体も終了となり1984年4月からの『ザ・欽グルスショー』は純粋なバラエティ番組となった。
（出典：）
番組のテーマ曲とジングルは中原めいこの歌によるもの（タイトル「アナタの魔法にかかりそう…」 - アルバムCD「ミ・ン・ト」に収録）で、『○曜日のあなたは･･･』で始まる曲は各曜日ごとに歌詞が違っていた。この曲は『欽グルス』になってからも1985年9月の終了まで引き続き使用された（タイトルコールは差し替えられた）。

## パーソナリティ
「そこのけ!電リク60分」
- 石川優子（月曜日）
- 小森まなみ（火曜日）
- 高見恭子（水曜日）
- 石川ひとみ（木曜日）
- 二階堂杏子（金曜日）

「そこのけ!電リク ザ・ベスト10」
- 山田邦子（土曜日）